# Шипка (Григоріопольський район)
Шипка (рум. Șipca, Șibca; рос. Шипка) — село в Григоріопольському районі в Молдові (невизнана Придністровська Молдавська Республіка).
Населення становить 2 500 осіб. Утворює Шипківську сільську раду.
Станом на 2004 рік у селі проживало 64,1 % українців.

## Географія
Селом тече Балка Темуш.

## Історія
Станом на 1886 рік в селі Буторської волості Тираспольського повіту Херсонської губернії мешкало 2445 осіб, налічувалось 492 дворових господарств, існували православна церква Святого Миколи Чудотворця, збудована 1790-го року, школа та 3 лавки.

## Відомі люди
- Барладяну Василь Володимирович — український історик мистецтва, поет, журналіст та політичний діяч.
- Магльований Анатолій Васильович — український науковець, Заслужений працівник фізичної культури і спорту України, доктор біологічних наук, професор.